# R. T. M. Scott
Pour les articles homonymes, voir Scott.
Reginald Thomas Maitland Scott, né le 14 août 1882 à Woodstock, Ontario, et décédé le 5 février 1966 à New York, est un auteur canadien de romans policiers et d’espionnage. Il signe toujours ses œuvres R. T. M. Scott

## Biographie
Il fait ses études au Collège militaire royal de Kingston. Il travaille ensuite comme ingénieur en Inde, en Malaisie et, de 1908 à 1911, à Ceylan. Pendant la Première Guerre mondiale, il sert avec le grade de capitaine dans un corps expéditionnaire canadien en Belgique. Blessé, il est rapatrié au Canada où il termine la guerre en travaillant dans l'administration militaire.
Après le conflit, il s'installe à New York et amorce une carrière littéraire avec la publication en 1923 d’un premier roman mi-policier, mi-d’espionnage intitulé Secret Service Smith, où apparaît l'agent des services secrets Aurélius Smith qui opère en Inde colonial. Dès le deuxième roman de la série, Le Magicien noir (1925), Smith devient un criminologiste new yorkais qui, à l'instar de Sherlock Holmes que R. T. M. Scott vénère, reçoit des clients à son appartement. Le gros succès populaire remporté par la série donne lieu, à partir de 1935, à un feuilleton radiophonique dont les scripts sont pour la plupart rédigés par R. T M. Scott lui-même. À cette même époque, il s'intéresse de près aux phénomènes psychiques paranormaux et publient quelques articles sur le sujet.
Il ne doit pas être confondu avec son fils, né le 23 mai 1909 à Columbo, Ceylan, et qui porte le même nom que lui. Surnommé Robert pour le distinguer de son père, il travaille dans le milieu de l’édition de pulps, publie une poignée de nouvelles et devient également soldat pendant la Deuxième Guerre mondiale. Envoyé sur le front européen, il est tué dans un accident en Allemagne le 28 août 1945. Il aurait collaboré avec son père à l’écriture d'un ou des deux premiers romans de la série ayant pour héros Spider, le vengeur masqué.

## Œuvre

### Romans

#### SérieAurélius Smith
- Secret Service Smith (1923)
- The Black Magician (1925) Publié en français sous le titre Le Magicien noir, Paris, Librairie des Champs-Élysées, Le Masque no 145, 1933
- Ann’s Crime ou Smith of the Secret Service (1926) Publié en français sous le titre Le Crime d’Ann, Paris, Librairie des Champs-Élysées, Le Masque no 41, 1929
- Aurelius Smith - Detective (1927)
- The Mad Monk (1931)
- Murder Stalks the Mayor (1935)
- The Agony Column Murders (1946)
- The Nameless Ones (1947)

#### SérieSpideren collaboration avec son fils
- The Spider Strikes (1933)
- The Wheel of Death (1933)

### Nouvelles

#### Nouvelles de la sérieAurélius Smith
- Such Bluff as Dreams are Made Of (1920)
- Into the East (1920)
- The Trap (1922)
- Through the Ether (1922)
- The Killer (1923)
- The Emerald Coffin (1923)
- Hanuman, the Monkey God (1924)
- Underground (1924)
- The Crushed Pearl (1926)
- Peter’s Tower (1927)
- The Sealed Flask (1927)
- 3 Collar Buttons (1927)
- His Last Shot (1928)
- Senga of the Club Hibou (1929)

#### Autres nouvelles
- Nimba, the Cave Girl (1923)
- Bombay Duck (1929)
- Women Loathed Her (1932)
- Levitation in Full Light (1939)

### Articles sur les phénomènes paranormaux
- Is Roosevelt Psychic? (1938)
- Unseen Forces Slaughter Mankind (1938)
- Psychic Terms You Ought to Know (1939)

## Filmographie
- 1940 : La Villa des piqués (You'll Find Out) de David Butler, avec Kay Kyser, Peter Lorre, Boris Karloff et Bela Lugosi. (R. T. M. Scott participe à ce film en écrivant des scènes additionnelles)

## Sources
- Jacques Baudou et Jean-Jacques Schleret, Le Vrai Visage du Masque, vol. 1, Paris, Futuropolis, 1984, 476 p. (OCLC 311506692), p. 398-399.